# Счастье не за горами
Арт-объект «Счастье не за горами» создан художником Борисом Матросовым для подмосковного фестиваля ландшафтных объектов «АртПоле». В Перми арт-объект был установлен в 2009 году в рамках public-art-программы «Музей в городе», которую проводил «Музей современного искусства PERMM» во время выставки «МосквАполис» и сопутствующего ей фестиваля уличной культуры и современного искусства «Живая Пермь».
Популярный и любимый жителями города объект считается одним из новых символов города. Он установлен на берегу реки Кама на парапете набережной у Речного вокзала. Надпись стала знаменитой после того, как попала в телесериал «Реальные пацаны» и в фильм режиссёра Александра Велединского «Географ глобус пропил» в 2013 году.
В 2012 году фотографии арт-объекта попали в кадры клипа на песню Канье Уэста «White Dress», автор фотографий в клипе — его режиссёр Дэн Меламид.
После сброса воды на Камской ГЭС набережная вместе с надписью оказалась затопленной. Фотографии с буквами «посредине океана» сделали арт-объект ещё более популярным.
Объект неоднократно страдал от времени и действий вандалов и восстанавливался. В мае 2015 года букву «Ч» в слове «Счастье» выбил гидроциклист, и она утонула, но вскоре он сам изготовил и установил новую букву.
Арт-объект имеет свою страницу на сайте TripAdvisor. В марте 2016 года художник объявил, что готовит иск в суд на 3 миллиона рублей к тем, кто использует изображение для извлечения коммерческой выгоды. В 2023 году бренд «Счастье не за горами» зарегистрировал местный предприниматель, после чего автор арт-объекта подал на него в суд.
Утром 11 октября 2018 уличный художник Sad Face (Алексей Илькаев) заменил в арт-объекте слово «Счастье» на слово «Смерть» и после сам сдался полиции. За вандализм ему назначили штраф в 45 тысяч рублей. Арт-объект был полностью демонтирован. 5 декабря 2018 года был установлен новый арт-объект «Счастье не за горами». Во избежание дальнейших случаев вандализма возле него было организовано видеонаблюдение.
Осенью 2021 года арт-объект демонтировали на время реконструкции набережной. Городской уличный художник поблизости размещал схожую надпись «Временное счастье». В конце 2022 года обновлённую надпись «Счастье не за горами» из металла вместо деревянных досок вернули на прежнее место.

## Похожие объекты

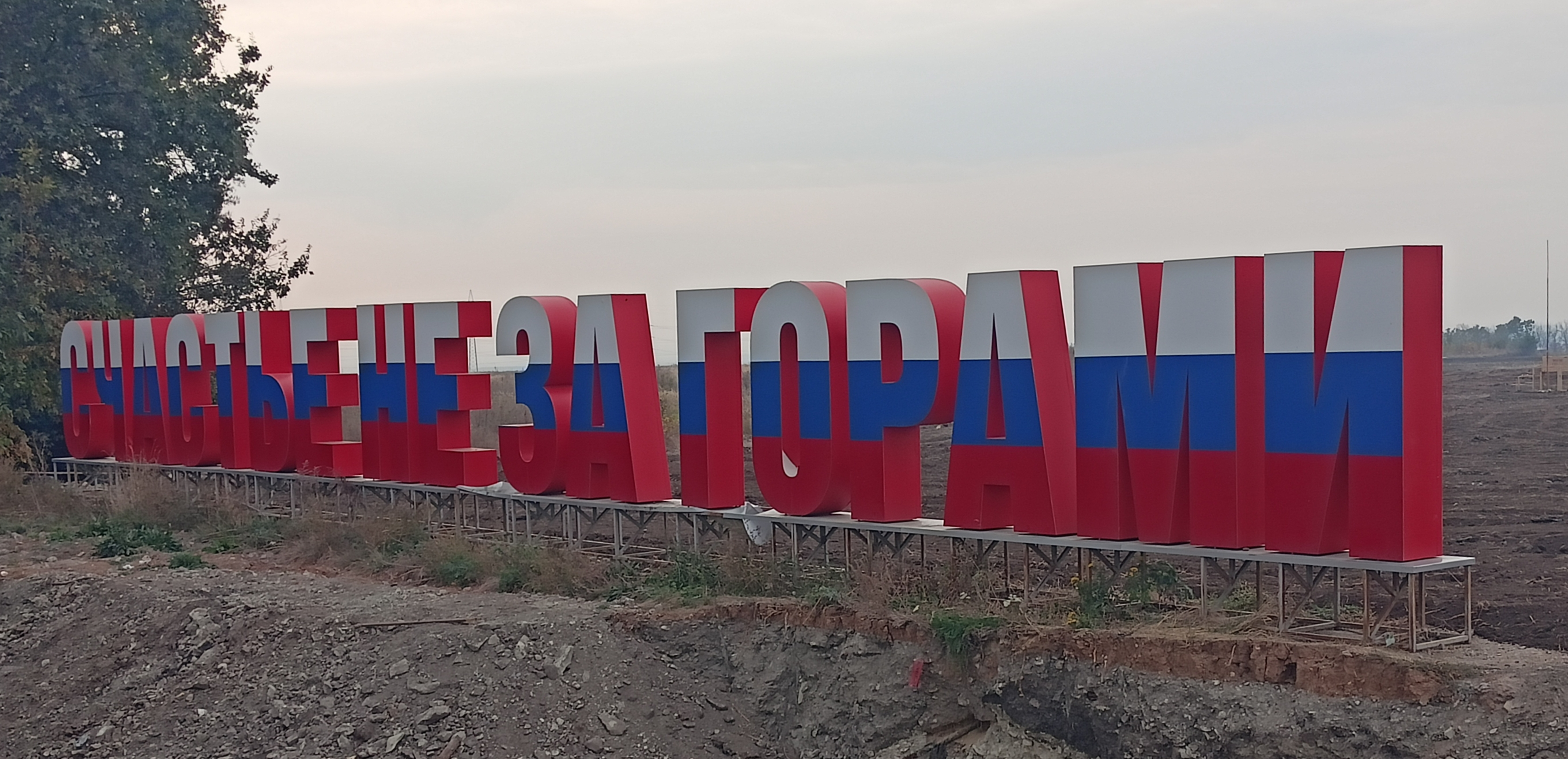
Надпись «Счастье не за горами» в Счастье

После 2022 года аналогичная надпись была установлена в оккупированном российской армией городе Счастье в Луганской области Украины.